# 쌍곡선 궤도 소행성
쌍곡선 궤도 소행성은 쌍곡선 궤도를 움직이는 소행성이다. 소행성대 소행성 가운데 궤도가 교란되어 태양계를 이탈하는 궤도를 가지게 된 소행성일 수도 있고, 외계에서 온 소행성일 수도 있다. 쌍곡선 궤도 혜성과 달리 바위나 금속으로 되어 있으며 그 수가 극히 적은 편이다. 오우무아무아는 외계에서 날라온 것으로 밝혀진 지금까지 유일한 소행성이다.

## 같이 보기
- 오우무아무아